# Salem, Quận Kenosha, Wisconsin
Salem là một thị trấn thuộc quận Kenosha, tiểu bang Wisconsin, Hoa Kỳ. Năm 2010, dân số của thị trấn này là 11.567 người.